# NGC 1346
NGC 1346 је спирална галаксија у сазвежђу Еридан која се налази на NGC листи објеката дубоког неба.
Деклинација објекта је - 5° 32' 35" а ректасцензија 3h 30m 13,2s. Привидна величина (магнитуда) објекта NGC 1346 износи 13,6 а фотографска магнитуда 14,4. NGC 1346 је још познат и под ознакама MCG -1-9-42, KUG 0327-057, IRAS 03277-0542, PGC 13009.